# زیرگونه
زیرگونه (به انگلیسی: Subspecies) نوعی تقسیم‌بندی زیست‌شناختی است که پس از گونه قرار می‌گیرد. با مشاهده یا آزمایش دی‌ان‌ای می‌توان فهمید که آن جانور متعلق به چه زیرگونه‌ای است. زیرگونه‌ها در اغلب موارد به دلیل جدایی جغرافیایی زیستگاه خود ایجاد می‌شوند. اگر این جدایی طولانی شود منجر به تشکیل یک گونه متفاوت خواهد شد اما اگر مدت آن کوتاه باشد به ایجاد زیرگونه‌ای منجر می‌شود که هرچند برخی مشخصات ظاهری، رفتاری و ژنتیکی مخصوص به خود را دارد اما هنوز می‌تواند با بقیه اعضای خود جفت‌گیری کرده و فرزندان بارور و سالم را ایجاد کند. برای مثال یوز آسیایی و یوز آفریقایی دو زیرگونه از یوزپلنگ ایرانی هستند.
جانوران اهلی نیز به دلیل جدا شدن از جمعیت وحشی خود به زیرگونه‌ای از نوع وحشی تبدیل شده‌اند. برای مثال سگ زیرگونه‌ای از گرگ و گربه اهلی زیرگونه‌ای از گربه وحشی و گوسفند زیرگونه‌ای از قوچ‌ومیش است.